# Ружицкий, Александр
Александр Ружицкий (пол. Aleksander Różycki; 27 февраля 1855, Житомир — 15 октября 1914, Варшава) — польский музыкальный педагог, пианист и композитор. Отец Людомира Ружицкого.
Окончил Варшавский институт музыки (1878), ученик Рудольфа Штробля и Кароля Студзинского. С 1880 г. вёл там же занятия по фортепиано для учащихся класса скрипки, а с 1887 г. для пианистов. В 1897 г. основал музыкальную школу в Житомире, в том же году выпустил учебное пособие «Новая школа фортепианной игры» (пол. Nowa szkoła na fortepian, 6-е издание 1959). Затем вернулся в Варшаву и до конца жизни вновь преподавал в Институте музыки; среди его учеников, прежде всего, Артур Рубинштейн. Опубликовал несколько сборников этюдов, песни (в том числе на стихи Адама Асныка), редактировал издания фортепианных сочинений Карла Черни, Игнаца Мошелеса и др.